# 토막 살인
토막 살인은 사람을 살해한 후 그 시체를 토막내는 유형의 흉악 범죄이다. 수사기관에서는 살인 및 사체손괴 혐의로 처리하고 있으며 대한민국 형법 제 250조와 161조를 근거로 중복 적용하며 최고 무기형에 처하고 있다.

## 같이 보기
- 수원 토막 살인 사건
- 시화호 토막살인 사건
- 고유정